# Carrefour
För andra betydelser, se Carrefour (olika betydelser).

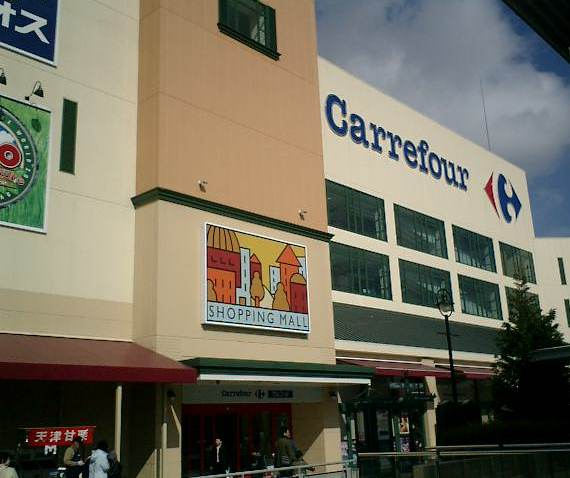
Carrefour i Osaka

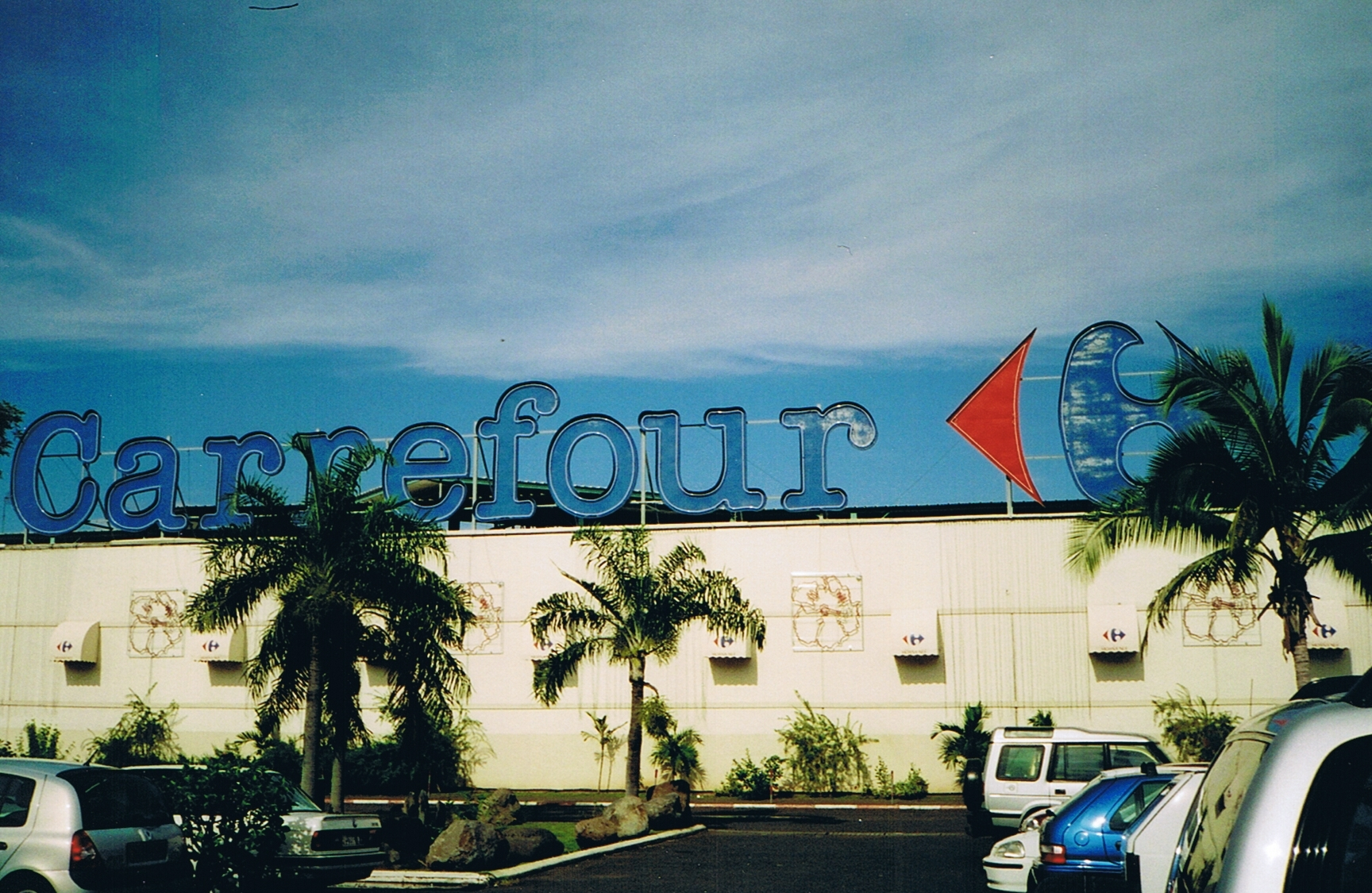
Carrefour i Punaauia, Tahiti

Carrefour är en franskägd livsmedelskedja som ingår i den stora Groupe Carrefour-koncernen. Carrefour finns framför allt i Europa men även i Sydamerika, Stillahavsområdet och i Asien. Carrefour är en av de ledande livsmedelskedjorna i Folkrepubliken Kina.